# 中国国货银行
中国国货银行，中国近代主要商业银行之一，官商合办。

## 歷史
1928年，孔祥熙借“提倡国货挽回利权”为名发起组织，并任筹备委员会主任。额定资本二千万元，分二十万股，每股银币一百元，分期招募。第一期先募五万股，官四商六。l929年开业。总行设上海。与四明银行、中国实业银行、中国通商银行合称“小四行”。1930年增设南京分行，1936年在中山路19号（近新街口，现新街口邮电支局）建成6层大楼，为当时南京最高建筑。1931年增设天津分行，行址设于天津法租界（现和平区赤峰道38—46号）。1934年增设汉口分行，在中山大道南京路口（今中山大道635号）建造古典主义风格的三层楼房（现“至尊”国际婚纱摄影店）。1939年增设重庆分行。1952年公私合营。